# 소피아 노면전차

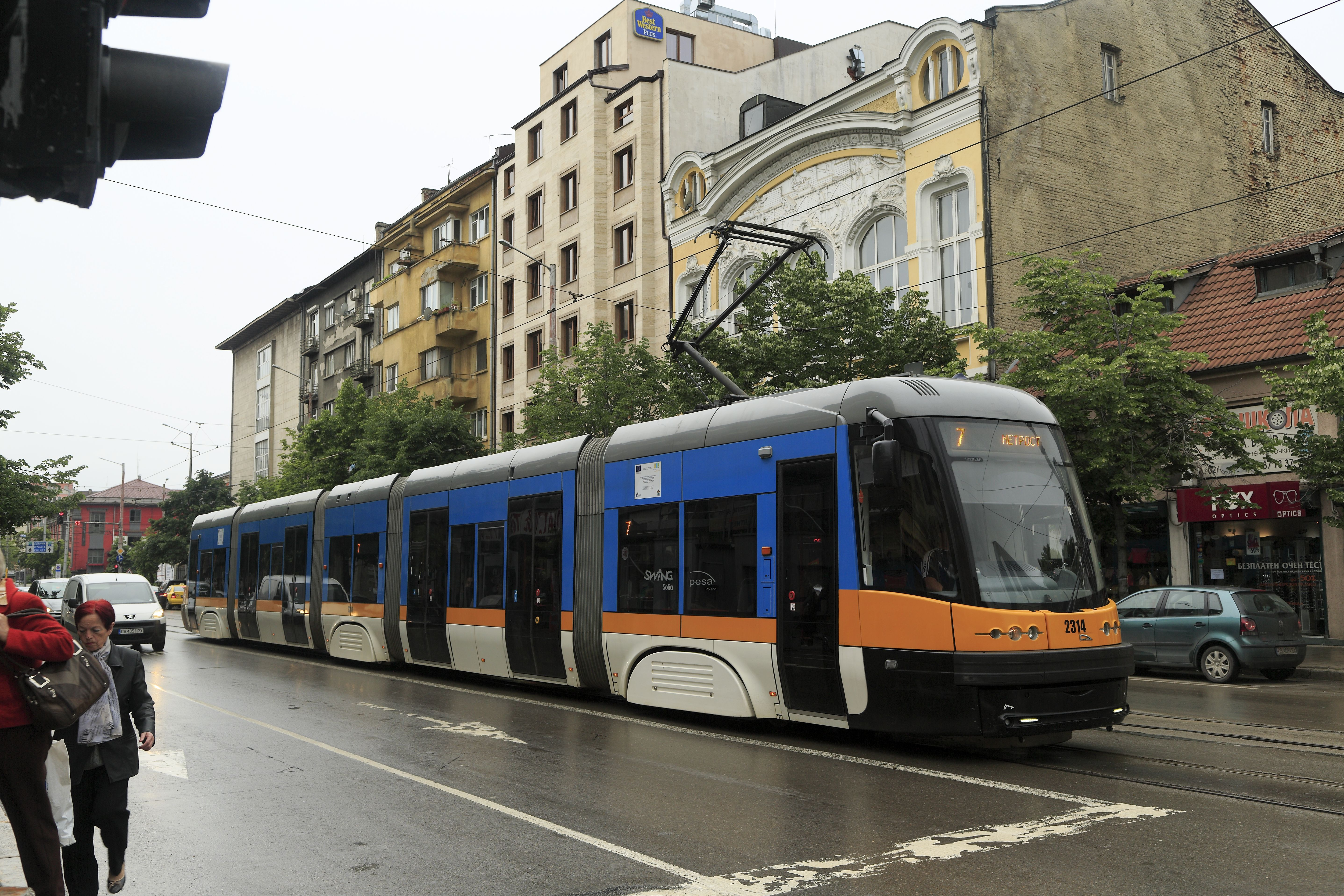
소피아 노면전차

소피아 노면전차(불가리아어: Софийска трамвайна мрежа)는 불가리아 소피아에서 운영되는 노면전차 시스템이다. 1901년 1월 1일 개통하였다. 현재 16개의 노선으로 운영되고 있다.